# Buckinghamspitze
Die Buckinghamspitze ist ein 658 m hoher Berg im ostantarktischen Viktorialand. In den Bowers Mountains ragt er nahe der Oates-Küste am südlichen Ende des Platypus Ridge an der Westseite des Lillie-Gletschers auf.
Wissenschaftler der deutschen Expedition GANOVEX I (1979–1980) nahmen seine Benennung vor. Namensgeber ist der Neuseeländer Alister Buckingham, der bei dieser Reise als Hubschrauberpilot tätig war.